# イケメンデルの法則
『イケメンデルの法則 〜恋に苦しむハンサムなエンドウ豆たち〜』（イケメンデルのほうそく こいにくるしむハンサムなエンドウまめたち）は、2009年4月9日から2010年3月25日まで関西テレビで深夜に放送されていた恋愛トークバラエティ番組である。MCは次長課長（河本準一・井上聡）。

## 概要
- 19世紀の半ばに、イケメン達が恋愛上手になるための秘密組織「イケメンデル・ソサエティ」が発足した、という設定の下に、恋に迷うイケメン芸能人（イケメンデル）が、恋愛上手になるために様々な恋愛メソッド（様々な企画）に挑戦していく、恋愛トークバラエティ番組である。
- 毎週3人のイケメン芸能人が登場し、通常2つの企画に挑戦する。また毎週1人の女性芸能人（ブレイン）が、企画をいかにして乗り越えたかを総合的に採点し、イケメンデル係数として算出。一番係数が低かったイケメンが、最後に「ボトメンデル矯正プログラム」として、毎週様々な罰ゲームを受ける。
- 番組の最初にその回に出演するイケメン芸能人がミニドラマを演じ、その後井上聡が登場し、最後に河本準一が女性ゲストを伴って登場し、トークが始まる構成になっている。
- NTT DoCoMo一社提供のため、企画では同社の携帯電話を使用している。
- 番組は東京都内のスタジオで収録されているが、関西ローカルでの放送になっている。
- 2010年3月25日の1時間スペシャルで最終回となった。

## 番組内企画
- 即興恋愛リアクションテスト

様々な恋の生まれるチャンスを設定し、イケメンデル達が実際にその場面を演じて、恋愛の状況に対する対処能力を見る企画。
- 返信イケメールテスト

様々な状況で送信されてくるメールに対して、イケメンデルがどういった文面で返信するのかを判定する。
- 告白愛モーションメールテスト

第25回（2009年10月1日放送）から登場した新企画。女子に愛を告白するという設定で動画を撮影し、それを動画メールで送信し採点する。
※基本的にはこの日出演のイケメンゲストによるものだが、MCの次長課長が参加することも多い。井上聡はコーナーの最後に必ず参加し、河本準一は、スペシャルの時などに、女性ゲストに促されて参加する場合が多い。

## ココア男。
- 過去に番組に出演した、鎌苅健太・井出卓也・鈴木勝吾・米原幸佑・細貝圭の5人で結成されたバンド。2010年2月5日放送分で結成が発表され、2010年3月15日に大阪府のBIG CATにおいて『ドコモ presents イケメンデルの法則　恋のJUMP UP LIVE!』と題したファーストライブが行われた。2010年4月14日にデビューシングル『甘い罠 苦い嘘、、、』が発売。さらに2010年9月15日にシングル『Let me free ～強引なほど、、、/CROSS MIND』が発売。ココア男。主演の関西テレビの深夜ドラマ『ヘヴンズ・ロック』の主題歌に『Let me free ～強引なほど、、、』が、『CROSS MIND』が挿入歌となった。2010年12月1日にミニアルバムが発売予定。2010年12月05日には大阪なんばHatchで、2010年12月06日には東京Shibuya O-EASTにてLIVEが決定している。

## 放送日・ゲスト
| 各回   | 放送日         | イケメンゲスト                                                   | 女性ゲスト | 備考                                                |
| ------ | -------------- | ---------------------------------------------------------------- | ---------- | --------------------------------------------------- |
| 第1回  | 2009年4月9日   | 鎌苅健太・米原幸佑・小野健斗                                     | 安田美沙子 |                                                     |
| 第2回  | 2009年4月16日  | 和田正人・前田公輝・バーンズ勇気                                 | 椿姫彩菜   |                                                     |
| 第3回  | 2009年4月23日  | 栩原楽人・三浦力・辻伊吹                                         | マリエ     |                                                     |
| 第4回  | 2009年4月30日  | 吉田友一・菅野篤海・飯沼誠司                                     | SHELLY     |                                                     |
| 第5回  | 2009年5月7日   | 肥野竜也・黒川ティム・篠田光亮                                   | 西川史子   |                                                     |
| 第6回  | 2009年5月14日  | 田中章剛・鎌苅健太・ユージ                                       | 山本モナ   |                                                     |
| 第7回  | 2009年5月21日  | 白石隼也・東山光明・中村悠斗                                     | 夏川純     |                                                     |
| 第8回  | 2009年5月28日  | DAIZO・原将明・小野健斗                                          | 鈴木えみ   |                                                     |
| 第9回  | 2009年6月4日   | 藤本悠輔・伊阪達也・ユージ                                       | YOU        |                                                     |
| 第10回 | 2009年6月11日  | 秋田ひかる・前田公輝・宮下雄也                                   | 吉川ひなの |                                                     |
| 第11回 | 2009年6月18日  | 永田彬・バーンズ勇気・白川政之                                   | 葛岡碧     |                                                     |
| 第12回 | 2009年7月2日   | ユージ・林剛史・飯沼誠司・小野健斗・西川貴教（スペシャルゲスト） | はるな愛   | 1時間スペシャル・24:35～25:35                       |
| 第13回 | 2009年7月9日   | 高木心平・高木万平・冨田佳輔                                     | ほしのあき | [ 1 ]                                               |
| 第14回 | 2009年7月16日  | 永山たかし・井出卓也・和田正人                                   | 辻希美     |                                                     |
| 第15回 | 2009年7月23日  | 佐藤雄一・石橋脩平・篠田光亮                                     | 青田典子   |                                                     |
| 第16回 | 2009年7月30日  | 森本亮治・上山竜司・池田竜治                                     | 紫吹淳     |                                                     |
| 第17回 | 2009年8月6日   | 上野亮・森崎ウィン・永田彬                                       | 鈴木紗理奈 |                                                     |
| 第18回 | 2009年8月13日  | 神谷祐樹・青柳塁斗・Takuya                                       | 杉本彩     |                                                     |
| 第19回 | 2009年8月20日  | 菅野篤海・清水大樹・入江甚儀・森本亮治・鎌苅健太・永田彬         | YOU        | イケメン乱入スペシャル前編（25:00～25:30）          |
| 第20回 | 2009年8月27日  | 菅野篤海・清水大樹・入江甚儀・森本亮治・鎌苅健太・永田彬         | YOU        | イケメン乱入スペシャル後編（25:35～26:05）          |
| 第21回 | 2009年9月3日   | 山崎将平・南圭介・上山竜司                                       | さがゆりこ |                                                     |
| 第22回 | 2009年9月10日  | MITSUAKI(Honey L Days)・木咲直人・井出卓也                       | 神田うの   |                                                     |
| 第23回 | 2009年9月17日  | 古原靖久・ユージ・冨田佳輔                                       | MEGUMI     | 24:50～25:20                                        |
| 第24回 | 2009年9月24日  | ユージ・森本亮治・藤本悠輔・冨田佳輔・上野亮・上山竜司・鎌苅健太 |            | 上半期恋愛研究レポート(総集編)                      |
| 第25回 | 2009年10月1日  | 三浦力・永岡卓也・永田彬                                         | 山口もえ   |                                                     |
| 第26回 | 2009年10月8日  | 徳山秀典・原将明・北村栄基                                       | 辺見えみり |                                                     |
| 第27回 | 2009年10月15日 | 肥野竜也・コン・テユ・森本亮治                                   | 田丸麻紀   |                                                     |
| 第28回 | 2009年10月22日 | 荒木健太朗・植木豪・米原幸佑                                     | 小森純     |                                                     |
| 第29回 | 2009年10月29日 | 冨森アンドリュー・冨森ジャスティン・篠田光亮                     | 中澤裕子   |                                                     |
| 第30回 | 2009年11月5日  | 櫻井貴史・森崎ウィン・バーンズ勇気                               | スザンヌ   |                                                     |
| 第31回 | 2009年11月12日 | 渡辺大輔・山田ジルソン・北代高士                                 | 神戸蘭子   |                                                     |
| 第32回 | 2009年11月19日 | 上野亮・鈴木拡樹・前田公輝                                       | 真山景子   |                                                     |
| 第33回 | 2009年11月26日 | 石川雅宗・吉田隆太・ユージ                                       | 相沢まき   |                                                     |
| 第34回 | 2009年12月3日  | 滝口幸広・齋藤ヤスカ・森本亮治                                   | 鈴木砂羽   |                                                     |
| 第35回 | 2009年12月10日 | 海老澤健次・鎌苅健太・竹内寿                                     | 国生さゆり |                                                     |
| 第36回 | 2009年12月17日 | 伊﨑央登・伊﨑右典・井出卓也                                     | 仁香       |                                                     |
| 第37回 | 2010年1月7日   | 肥野竜也・鎌苅健太・市川知宏                                     | 鈴木亜美   |                                                     |
| 第38回 | 2010年1月14日  | 上山竜司・JOY・飯沼誠司                                          | 友近       |                                                     |
| 第39回 | 2010年1月21日  | 中村誠治郎・永田彬・敦士                                         | ヨンア     |                                                     |
| 第40回 | 2010年1月28日  | 根本正勝・菅野篤海・井出卓也                                     | 浦浜アリサ |                                                     |
| 第41回 | 2010年2月4日   | 細貝圭・鎌苅健太・鈴木勝吾                                       | 大沢あかね |                                                     |
| 第42回 | 2010年2月11日  | 寿里・鎌苅健太・米原幸佑                                         | 笛木優子   |                                                     |
| 第43回 | 2010年2月18日  | 西村ミツアキ・コン・テユ・井出卓也                               | 桃華絵里   |                                                     |
| 第44回 | 2010年2月25日  | 成松慶彦・ユージ・JOY                                            | 田野アサミ |                                                     |
| 第45回 | 2010年3月4日   | 菅野篤海・米原幸佑・肥野竜也                                     | 松本莉緒   |                                                     |
| 第46回 | 2010年3月11日  | 上山竜司・ユージ・鎌苅健太・齋藤ヤスカ・上野亮                   | 松嶋尚美   | ホワイトデー直前告白1時間スペシャル（24:35～25:35） |
| 第47回 | 2010年3月18日  | 伊崎央登・伊崎右典・森本亮治                                     | YOU        | 24:55～25:25                                        |
| 第48回 | 2010年3月25日  | 篠田光亮・鎌苅健太・永田彬                                       | 矢野未希子 | 25:55～26:55                                        |

## スタッフ
- ナレーター：北大輔
- 構成：杉山奈緒子
- デザイン：金子隆
- 美術進行：服部孝志
- 大道具：古川竜次
- Opening&Logo design：gift unfolding casuelly
- ヘアメイク：河西浩司（アッパークラフト）
- スタイリスト：平野彩
- TP：高瀬義美
- SW：岩田一巳
- CAM：木俣希
- VE：田畑司
- 音声：篠良一
- 照明：平井治雄
- 編集：反畑弘一
- MA：東口智大
- 音響効果：鈴木瑞穂、吉田紗和子
- TK：井上奈美
- 技術協力：ニユーテレス、OMNIBUS JAPAN、プログレッソ、SPOT
- 美術協力：フジアール
- 企画協力：電通
- 制作：c-block
- 演出補：谷口恵理、日比野大輔
- 宣伝：北村友香理（KTV）
- ディレクター：川平秀二、渡辺資、光用さやか
- キャスティング協力：米田理恵（DHE）
- プロデューサー：高柳茂樹、笹木成人、坪井理紗、佐々木博之
- チーフプロデューサー：小寺健太（KTV）、米山範彦
- 演出：川平秀二、渡辺資、光用さやか
- 総合演出：井上晃一
- 制作著作：関西テレビ